# Henry A. Millon
Henry A. Millon, soprannominato Hank (Altoona, 22 febbraio 1927 – Washington, 2 aprile 2018), è stato uno storico dell'arte statunitense che si è distinto in particolare per i suoi studi sul Barocco e sul Rinascimento.

## Biografia
Nato ad Altoona (Pennsylvania), conosciuto come Hank da amici e colleghi, era figlio di un fotografo di origine francese specializzato in riprese aeree. La madre invece era figlia di un editore di una rivista di New York.
Studiò all'Università Tulane e poi ad Harvard, dove fu tra gli altri allievo di Rudolf Wittkower, allora visiting professor e dove conseguì una laurea in architettura e progettazione urbana e una laurea e un dottorato di ricerca in storia dell'arte. Grazie al programma Fulbright, e poi a una borsa di studio biennale presso l'American Academy in Rome, dal 1957 poté trascorrere tre anni in Italia, un periodo fondamentale per le sue ricerche e per la nascita dei suoi rapporti scientifici. Nello stesso anno giunse per la prima volta a Torino, dove iniziò la sua tesi di dottorato (rimasta inedita) che aveva come fulcro di interesse Palazzo Carignano e Guarino Guarini, architetto che continuò a studiare per tutta la sua carriera. Nel 1959 conobbe a Roma Craig Hugh Smyth con il quale lavorò per decenni su San Pietro, altro suo grande fulcro di ricerche e interessi. Rientrato a Cambridge nel 1960, divenne docente al MIT, dove continuò la sua attività sino al 2000, contribuendo a creare la sezione di History, Theory and Criticism (HTC) presso il Dipartimento di Architettura.
Dal 1974 al 1977 ricoprì la carica di direttore dell'American Academy in Rome e nel 1980 divenne il primo direttore del CASVA (Center for Advanced Study in the Visual Arts), presso la National Gallery of Art di Washington.
Millon incentrò le sue ricerche soprattutto sulla storia dell'architettura rinascimentale e barocca, ma tra i suoi interessi si trovano anche altre tematiche, come ad esempio l'architettura d'epoca fascista in Italia. Insieme a Rudolf Wittkower e Richard Pommer (1930-1992) è stato tra i principali studiosi non italiani a occuparsi del barocco piemontese, dandogli così rilevanza internazionale. Millon ha sempre ricordato con piacere l'incontro con figure chiave del panorama culturale torinese di quegli anni: Luigi Mallé (1920-1979), il direttore dei Musei Civici di Torino Vittorio Viale, l'architetto Roberto Gabetti, ma anche gli storici dell'arte Enrico Castelnuovo e Andreina Griseri, allora giovani e promettenti studiosi nonché assistenti all'Università di Torino. Di questi rapporti restano tracce nelle stesse carte conservate nell'archivio dell'Accademia delle Scienze di Torino.
Risale a quegli anni anche la collaborazione al Corpus juvarrianum, ovvero la pubblicazione di un catalogo critico completo dell'opera di Filippo Juvarra. 
Nel corso della sua lunga carriera Millon ha ricevuto numerosi premi e sovvenzioni: dall'American Council of Learned Societies, dall'Institute for Advanced Study, dal Getty Research Institute. Ha ricoperto inoltre diverse importanti cariche: fu presidente della Society of Architectural Historians, della Foundation for Documents of Architecture e dell'International Union of Academies of Archaeology, History and History of Art in Rome. 
In Italia nel 1978 è stato eletto socio dell'Accademia delle Scienze di Torino e nel 1995 nominato accademico benemerito dell'Accademia di San Luca.

## Opere
Millon è stato non solo autore di numerosi volumi monografici ma anche curatore di cataloghi di mostre ed esposizioni che restano, anche a distanza di anni, testi di riferimento per gli storici dell'arte:
- Baroque and rococo architecture, New York, George Braziller, 1961.
- H.A. Millon e L. Nochlin, Art and Architecture in the Service of Politics, Cambridge, MIT Press, 1978, ISBN 9780262131377.
- Studies in Italian Art and Architecture 15th through 18th Centuries, Cambridge, MIT Press, 1980, ISBN 9780262131568.
- Filippo Juvarra. Drawings from the Roman Period, Part I, Roma, Edizioni dell'Elefante, 1984.
- H.A. Millon e A. Griseri, S. McPhee e M. Viale Ferrero, Filippo Juvarra. Drawings from the Roman Period, Part II, Roma, Edizioni dell'Elefante, 1999.
- H.A. Millon e C.H. Smyth, Michelangelo architetto. La facciata di San Lorenzo e la cupola di San Pietro, Milano, Olivetti, 1988.
- H.A. Millon e V. Magnago Lampugnani, Rinascimento da Brunelleschi a Michelangelo. La rappresentazione dell'architettura, Milano, Bompiani, 1994.
- H.A. Millon e G. Dardanello e S. Klaiber, I Trionfi del Barocco. Architettura in Europa 1600-1750, Milano, Bompiani, 2006.